# Marcel Élie Pellet
Pour les articles homonymes, voir Pellet (homonymie).
Marcel Élie Pellet (Hirson, 20 février 1889 – Marseille, 3 novembre 1965), est un officier général français.

## Biographie
Né à Hirson dans l'Aisne, il est le fils d'un gardien de batterie au fort Dubois, Antoine Eliacin Pellet (1851-1925) et de Alice Juliette Minet (1865-1937). Marcel Pellet intègre l'École spéciale militaire de Saint-Cyr en 1908 (promotion de Mauritanie). En 1911, il intègre le 7e régiment d'infanterie coloniale (RIC) en qualité de sous-lieutenant. En juillet 1912, il passe au 4e bataillon d'infanterie coloniale du Maroc (Composante du 1er régiment mixte d'infanterie coloniale - RICM), où il devient lieutenant le 1er octobre 1912.
Il fait la campagne du Maroc où il sera blessé le 26 juillet 1914 durant le combat de Bab-Bou Ansara et où il obtient sa première citation : 

« Au combat de Grasta, a fait preuve d'initiative, d'entrain, de bravoure en en se portant sous un feu très violent avec son peloton en renfort d'un escadron de spahis très vivement engagé dans un combat et en délogeant à la baïonnette l'ennemi qui venait d'arriver sur une position importante. »

— 25 mars 1914

### Première Guerre mondiale
En août 1914, le 1er RICM débarque à Cette pour prendre part aux combats de la Première Guerre mondiale.
Le lieutenant Pellet est plusieurs fois blessé : le 23 septembre 1914, d'un éclat d'obus à l'aine devant le village de Lassigny ; le 30 octobre 1914, par une balle à la tête au cours d'une patrouille de reconnaissance à Canny-sur-Matz ; le 27 avril 1915, d'un éclat d'obus au genou droit.
Il est cité : 

« Son capitaine ayant été blessé, a pris sous le feu le commandement de sa compagnie et l'a menée à l'attaque. A fait preuve d'une grande bravoure en enlevant la première ligne de tranchées ennemies. Il s'est heurté ensuite à une ligne très fortement organisée sous bois qu'il a attaquée avec la même énergie et ne s'est replié par ordre qu'en raison des pertes subies. »

— 21 octobre 1914
Promu capitaine le 3 septembre 1915, il passe au 54e RIC. À cette époque, il se lie d’amitié avec le commandant Oswald Bjerring, futur résistant. Chef de bataillon à titre temporaire le 6 juillet 1917, il combat dans l'armée d'Orient.

### Entre-deux guerres
Il se marie à Avignon, le 8 août 1919 avec Denise Marie Autard (1891-1962).
Admis à l’école supérieure de guerre le 3 novembre 1923 (45e promotion), il fait son stage à l'état-major particulier de l'infanterie coloniale[réf. souhaitée]. De 1925 à 1928, il est affecté en Indochine française. De retour en métropole, il est muté à l'état-major de l'armée. Lieutenant-colonel le 25 décembre 1929, il est affecté au 23e RIC[réf. souhaitée] et embarque à destination de l'Indochine. En 1931, il devient chef d'état-major de la division de Cochinchine-Cambodge. En juillet, infecté par le paludisme, il est proposé à la commission de réforme mais il maintenu en activité. Rapatrié en 1933, il est promu colonel le 25 juin 1934[réf. souhaitée]. Le colonel Pellet devient adjoint du directeur des troupes coloniales au ministère de la Guerre. En 1937, il prend le commandement du 18e régiment de tirailleurs sénégalais en Tunisie. Au sortir du Centre des hautes études militaires, il est promu, le 18 mars 1939, général de brigade, puis devient directeur des Affaires militaires au ministère des Colonies.

### Seconde Guerre mondiale
En 1940, le général Pellet prend le commandement de la division du Tonkin à Hanoï. Franc-maçon[réf. souhaitée], il est mis à la retraite d'office par le régime de Vichy en 1941 et demeure en résidence surveillée jusqu'en février 1944. Il est réintégré dans l'armée en avril 1944, et anime alors un réseau de résistance au sud de l'Indochine. Arrêté par la Kenpeitai à Hanoï à la suite du coup de force japonais du 9 mars 1945 et fait prisonnier de guerre, il est libéré après la capitulation japonaise.
À la libération, il est nommé général de division.

### Après guerre
Le général Pellet reprend en juin 1946 la direction des Affaires militaires au ministère de la France d'outre-mer. Le 20 octobre 1946, il est promu général de corps d'armée. De juin à décembre 1947, Pellet est commandant en chef interarmées des forces françaises à Madagascar. Il mate dans le sang l'insurrection de nationalistes malgaches. Entre quinze et vingt mille révoltés sont tués. Les militaires français perdent 350 soldats dans les opérations. Le 31 décembre 1947, il est remplacé par le général Garbay.
Chevalier de la Légion d’honneur depuis décembre 1914, il est élevé à la dignité de grand officier de l'ordre le 13 janvier 1949.
Marcel Pellet meurt à Marseille le 3 novembre 1965 .

## Décorations
- Grand officier de la Légion d'honneur (décret du 13 janvier 1949)
- Croix de guerre 1914–1918, palme de bronze (une citation à l'ordre de l’armée, une citation à l'ordre du corps d'armée, une citation à l'ordre de la division)
- Médaille commémorative de la guerre 1914–1918
- Insigne des blessés militaires